# Kaktusové vlákno

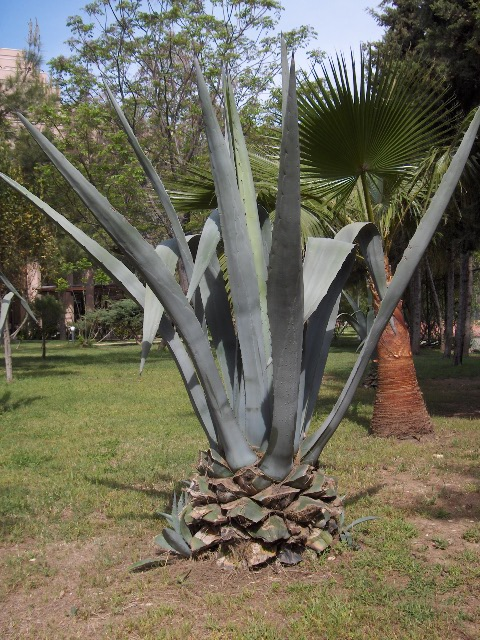
Agave americana, zvané také century plant nebo maguey

Označení kaktusové vlákno je termín převzatý z doslovného překladu zejména anglických a německých textů. Jedná se o textilní vlákno získané nikoliv z rostlin z čeledi kaktusovitých, ale z listů různých druhů rostlin zejména z čeledi agávovitých, Agáve sisalová - sisal, Agave americana, Agave lechuguilla, ale i dalších druhů např. Aechmea magdalenae (bromeliovité) aj.

## Vlastnosti vlákna
Vlákna mají velmi stejnoměrnou strukturu vhodnou zejména k použití na vláknové kompozity. Průměr dosahuje 10-20 µm, pevnost  5-20 cN/tex.

## Výroba kaktusové příze
Výrobní metody jsou ve všech známých oblastech (např. v Mexiku nebo Panamě) velmi podobné, namnoze se staletou tradicí manuálního zpracování suroviny.  
Vlákno (ixtle) se odděluje od rostliny ručně a s pomocí jednoduchých nástrojů. Chomáč vláken se  několikrát pere ve vodním roztoku s přídavkem soli a citronové šťávy, aby materiál dostal bělavý, lesklý povrch. Příze vzniká tak, že se z chomáče odebírají svazky po dvou nebo více vláknech a ručně se zakrucují. Před zakrucováním se vlákna obvykle barví extrakty z rostlin z okolních lesů.. 
Svazek obarvených vláken v průměru asi 6 mm a s délkou 2 m prodávaly např. v roce 2004 panamské indiánky za 0,25 US$  (nebo měnily za ½ kg rýže).

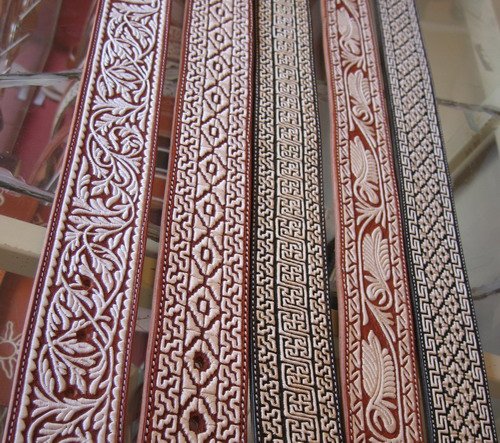
Výšivky z kaktusové příze na kožených pásech

## Příklady použití příze z kaktusových vláken
- tzv. piteado- výšivky na kožených pásech[5]
- ručně vázané koberce[6]
- umělá kůže (Desserto®) s jednou vrstvou z vláken nopal kaktursu[7]
- rouno z kaktusových vláken jako jedna z vrstev ve speciální matraci[8]
- šňůry, lana, rybářské sítě (výrobky panamských indiánek)